# فوکوسیدوز
فوکوز قندی شش کربنه است که در آن هیدروکسی متیل انتهایی توسط یک گروه
متیل جایگزین شده و در گلیکو پروتئینها و گلیکولیپیدها به عنوان الیگوساکارید
انتهایی می‌باشد که به گالاکتوز یا ان استیل گلوکز آمین متصل شده‌است.

## علائم بالینی

### زمان تولد و دوره نوزادی
طبیعی.

### دوره شیرخوارگی
با یافته‌های صورت خشن، عقب ماندگی رشد قدی و تکامل شناختی، دژنره شدن مغز که به سمت بروز اسپاستیسیتی و دمانس می‌رود، از دست دادن تدریجی قدرت عضله و ترمور، برجستگی شکم در اثر بزرگی کبد و بزرگی طحال، تار بودن قرنیه، افزایش غلظت کلراید عرق و کوچک شدن مغز تظاهر می‌کند و رژیدیتی دسربره و مرگ در دهه اول زندگی روی می‌دهد. در رادیوگرافی یافته دیسوستوزیس مالتی پلکس وجود دارد. در نوع تدریجی تر بیماری، علائم اولیه توسعه آنژیوکراتوم است که از ۶ ماهگی تا ۴ سالگی شروع شده و در باسنها و نواحی تناسلی شدیدتر می‌باشد (نظیر ضایعات بیماری فابری). سایر علائم شامل دژنره شدن رنگدانه‌ای شبکیه، پوست کلفت، خطوط قرمز بر روی لثه به صورت عمود بر ریشه دندان، عروق پیچاپیچ در ملتحمه، یافته‌های صورت خشن و پف آلودگی پلک‌ها، کاهش احتمالی تعریق، عدم بزرگی کبد و طحال، دژنره شدن تدریجی تر مغز و یافته‌های عصبی نظیر راه رفتن مشکل و با پاهای باز، اسپاستیسیتی، افزایش رفلکسهای تاندونی و بابنسکی مثبت، تشنج، کری، دیستونی پیشرونده، کوتاهی قد و دور سر طبیعی، قوز و اسکولیوز و والگوس رانها می‌باشد. نوع دیگر بالینی بیماری، دیسپلازی اپی فیزها و متافیزهای ستون فقرات است که در آن قد بیمار نسبتاً کوتاه بوده، اما تکامل مغزی طبیعی است.

## نقص آنزیم
نقص در آنزیم آلفا فوکوسیداز.

## توارث ژنتیکی
اتوزومی مغلوب.

## میزان بروز
نادر.

## روش تشخیص
- بررسی آنزیم: در گلبولهای سفید و فیبروبلاستها.
- کروماتوگرافی لایه نازک ادرار: با رنگ آمیزی ارسینول یا رنگ آمیزی نین هیدرین و سپس حرارت دادن تا ۱۲۰ درجه، نقطه آبی رنگ ایجاد می‌کند.
- آزمون عرق: کلراید کاملاً بالا.
- در مغز استخوان: لنفوسیتهای واکوئل دار و سلول‌های کف آلود.

## درمان
در بیمار انجام پیوند مغز استخوان منجر به درجات خفیف تر تأخیر تکاملی می‌شود. سایر درمانها حمایتی است.

## آزمون تشخیص قبل از تولد
بررسی آنزیم در آمنیوسیتهای کشت شده.